# Rotativismo
Rotativismo foi a designação dada ao sistema, dentro um sistema político-partidário, em que apenas dois partidos se tornam mais fortes que os restantes e passam para a governação em alternância sistemática entre eles, muitas vezes apoiando-se mutuamente nos bastidores, e que não deixam aspirar à mesma os restantes partidos que eventualmente possam existir.

## Rotativismo em Portugal
Este sistema vigorou em Portugal durante a segunda metade do século XIX, com maior expressão no período entre 1878 e 1900. O sistema era caracterizado pela alternância no poder dos dois grandes partidos políticos do centro-direita e centro-esquerda, na maior parte do período entre o Partido Regenerador e o Partido Progressista ou o Partido Histórico.
O rotativismo português, de inspiração britânica, teve o seu período áureo entre 1878 e 1890: durante esse período, o Partido Regenerador, liderado por Fontes Pereira de Melo, governou durante 81 meses e o  Partido Progressista durante 69 meses. Fora deste regime alternante ficavam apenas os pequenos partidos de oposição permanente – o Partido Republicano Português e o Partido Socialista Português – que se dedicavam ao combate contra o regime pela via doutrinária, perpetuamente fora do arco do poder e sem expressão parlamentar relevante.
No rotativismo português, os dois partidos do centro – Regenerador e Progressista – conseguiram, com pequenos hiatos, manter a alternância no poder até 1906, ano em que o sistema finalmente colapsa por esgotamento de soluções que resulta da dissidência de João Franco que em 1901 liderara uma cisão no Partido Regenerador que dera origem à formação dum novo Partido – o Regenerador Liberal (que ainda assim apenas conseguiu um lugar de deputado nas eleições).
Apesar dos maus resultados eleitorais, aliás de esperar face ao caciquismo e à fraude eleitoral que protegia os partidos do rotativismo, João Franco consegue manter uma intensa ação de propaganda que lhe permitiu em Abril de 1906 formar a Concentração Liberal, unindo-se ao Partido Progressista para combater nas urnas o Partido Regenerador que acabara de ascender ao poder. Nas suas palavras, aquilo que décadas antes fora o garante da estabilidade política e do constitucionalismo era agora denunciado como a alternação no poder de dois Partidos acordados entre si para evitarem uma séria fiscalização parlamentar.
A implantação da República Portuguesa a 5 de Outubro de 1910 e a recomposição partidária que se lhe seguiu pôs fim ao sistema, já que durante a curta Primeira República Portuguesa o predomínio do Partido Republicano Português e a instabilidade política que se seguiu à sua fragmentação nunca permitiram que o sistema se refizesse. 
Nas últimas décadas, tem-se consolidado em Portugal um novo tipo de rotativismo, protagonizado pelo Partido Socialista (PS) e pelo Partido Social Democrata (PSD). Desde a institucionalização da democracia, estes dois partidos têm-se alternado no poder de forma exclusiva. Apesar de se apresentarem como adversários políticos, PS e PSD partilham posições próximas em várias matérias estruturais e governam, em geral, segundo linhas programáticas convergentes. Esta sucessão alternada, dentro de limites ideológicos relativamente estreitos, configura uma forma contemporânea de rotativismo com expressão real e duradoura.